# Mouche de la mangue
 (avril 2024).
Bactrocera frauenfeldi
Espèce
Synonymes
- Dacus frauenfeldi Schiner, 1868[1]

Répartition géographique
La mouche de la mangue (Bactrocera frauenfeldi) est une espèce de mouches de la famille des téphritidés des régions équatoriales de l'Océanie.

## Description
Le mâle est noir et a la taille d'une mouche des fruits. Il est très différentiable des autres mouches des fruits par la présence d'une bande pâle sur le bord des ailes et d'une bande noire en travers. Il peut être confondu avec B. caledonensis, B. trilineola et B. parafrauenfeldi.

## Habitat
La mouche de la mangue est présente dans l'océan Pacifique occidental : îles Marshall, États fédérés de Micronésie, Palaos, îles Gilbert (Kiribati), Nauru, îles Salomon, Papouasie-Nouvelle-Guinée et depuis 1974 dans la péninsule du cap York (Australie). L'espèce se rencontre peu en altitude.
Elle est très commune dans les villages où les espèces servant d'hôtes sont présentes mais moins dans les forêts humides.
À Pohnpei, elle est abondante tout au long de l'année. Dans l'archipel Bismarck et les îles Salomon, elle est présente surtout de novembre à janvier ce qui coïncide avec la saison des mangues.

## Biologie
L'accouplement se déroule durant la journée, dès que la femelle est mature, c'est-à-dire au bout de sept à dix jours de stade adulte. En 24 heures, chaque femelle peut pondre jusqu'à 25 œufs, qui mettent deux jours à incuber sous la peau des fruits des espèces hôtes. Les œufs sont blanc crème et longs d'un millimètre. La ponte des œufs dans la chair du fruit crée une pourriture dont se nourrit la larve, ce qui empêche la consommation humaine et peut provoquer sa chute de la plante.
Le développement des larves a été étudié dans les îles Salomon et aux États fédérés de Micronésie. À 25,9 °C, presque tous les individus atteignent le premier stade larvaire entre 48 et 72 heures après la ponte. Entre 96 et 108 heures après la ponte, plus de 90 % des individus ont atteint le second stade larvaire aux États fédérés de Micronésie et entre 68 et 80 heures dans les îles Salomon. Le troisième stade larvaire apparait aux États fédérés de Micronésie entre 120 et 192 heures (90 % des individus) et dans les îles Salomon entre 92 et 128 heures. Les larves, qui mesurent alors dix millimètres de long et deux d'épaisseur, sortent du fruit et tombent au sol.
Les larves commencent leur stade de pupe à partir de 204 heures et la majorité à 252 heures. Le développement larvaire dure 10,5 jours, le stade de pupe prend 11 jours et le développement de l'œuf jusqu'à l'adulte prend 21,5 jours aux États fédérés de Micronésie.

## Comportement
La mouche de la mangue vit aux dépens de 73 plantes hôtes, dont le manguier dont elle attaque les fruits. Elle a une préférence pour les mangues destinées au commerce et les mangues sauvages lorsqu'elles sont abondantes.
Pour être capable de pondre des œufs, la femelle doit consommer de grandes quantités de protéines en ingérant des bactéries présentes à la surface des fruits des plantes hôtes.
Il existe des guêpes parasites de la mouche de la mangue en Papouasie-Nouvelle-Guinée et dans les îles Salomon : Diachasmimorpha sp (en), D. longicaudata (en), Fopius deeralensis, Psyttalia fijiensis et Opius sp. Mais ces guêpes n'affectent que 5 % des mouches de la mangue, bien trop peu pour avoir un impact sur leur population. Aux États fédérés de Micronésie, il n'existe aucun parasite indigène de la mouche de la mangue : certains ont été introduits mais ils n'ont pas permis d'en réduire la population, seulement de la limiter.

## Impact économique
Les dégâts donnés sont des pourcentages de fruits mûrs infestés par la mouche de la mangue.
- États fédérés de Micronésie : psidium (31-91 %), badamier (69 %), cerisier de Cayenne (61 %), avocatier (57 %), châtaigniers de Tahiti (56 %), pommes de Syzygium (38-51 %), arbre à pain (37 %), corossol (28 %), Annona glabra (26 %), tangerine (20 %), carambole (18 %), mangue (8 %), orange (4 %), acérola (3,7 %) ;
- Papouasie-Nouvelle-Guinée : psidium (17-98 %), carambole (1-98 %), anacardier (6-66 %), mandarine (0,5 %), châtaigne de Tahiti (28-42 %), mangue mûre (53 %), badamier (22-80 %), mangoustanier (18 %), papaye mûre (15 %), banane mûre (0,5 %) ;
- îles Salomon : psidium (30 %) ;
- Tarawa (Kiribati) : psidium (70-80 %), jujube indienne (90 %), la pourriture de 70 à 80 % des fruits d'arbre à pain pourrait être imputée à la mouche de la mangue.

## Études
Des laboratoires des États fédérés de Micronésie, des îles Salomon, des Palaos et de Papouasie-Nouvelle-Guinée conservent des spécimens vivants afin de mener des études sur la tolérance à la chaleur des mouches de la mangue.

## Méthodes d'éradication
Les méthodes les plus efficaces sont le ramassage des fruits pas encore mûrs et leur emballement systématique, le ramassage des fruits tombés à terre et leur destruction, la limitation de leur transport et la destruction de tous les mâles dans les petites îles comme à Nauru.
La pulvérisation d'un mélange de protéines et d'insecticide tous les sept jours à partir d'un mois avant la maturation des fruits sur une surface équivalent à un mètre carré de feuillage d'une espèce hôte est suffisante pour éliminer les femelles. Celles-ci, matures ou non, viennent manger les protéines et meurent en ingérant l'insecticide. Cette méthode a très peu d'impact sur les autres espèces animales car elle n'affecte que la mouche de la mangue et seule une petite quantité de produit est utilisée. Les fruits en eux-mêmes ne sont pas pulvérisés et seule une toute petite partie du feuillage est atteinte par le produit. Toutefois, cette méthode n'est pas applicable aux petites îles du Pacifique qui possèdent souvent des écosystèmes fragiles.
La méthode la plus efficace pour éviter l'infestation d'un nouveau territoire est la fumigation des fruits, mais elle est de moins en moins appliquée depuis qu'un des composés est interdit. Une autre solution est de soumettre les fruits à une forte chaleur (bain de vapeur ou d'eau chaude) qui tue les stades larvaires de la mouche de la mangue.
Des quarantaines pour les fruits sont également pratiquées. Elles consistent simplement à observer le développement de larves éventuellement présentes dans des fruits placés sous cloche.

## Sources
- (en) Secretary of the Pacific Community - Bactrocera frauenfeldi
- (en) South Pacific Commission - Mango Fruit Fly